# 湘桥区
湘桥区为中国广东省潮州市的一个市辖区，地处韩江中下游，居闽粤交通要冲。湘桥区因区域内中国四大古桥之一的“湘子桥”而得名、湘桥区政府驻地潮州府城，历史悠久，文化源远流长。历史上曾为历代郡、州、路、府之治所；粤东政治、经济、文化中心，素有“岭东首邑”、“岭海名邦”、“海滨邹鲁”之雅称。境内“三山一水护城廓”之独特风貌，与其星罗棋布的名胜古迹相得益彰，使之成为国家历史文化名城中心区和旅游观光之胜地。區人民政府駐凤新街道凤园路。

## 历史沿革
湘桥区行政范围在春秋时为百越之地。
秦朝统一中国，始建郡县制，今湘桥区境域属南海郡；汉为南海郡揭阳县地。
东晋咸和六年（331年）析揭阳地置海阳县，湘桥地域属海阳县；义熙九年（413年）分东官郡立义安郡，湘桥地域属义安郡海阳县。
梁置东扬州，后改称瀛州，湘桥地域属瀛州之义安郡。陈永定年间废瀛州，湘桥地域属义安郡之海阳县。
隋开皇十年（590年）废义安郡，省海阳县，在义安郡境置义安县，湘桥地域属义安县。开皇十一年（591年）在义安郡境立潮州，潮州得名自此始。历唐至清，湘桥地域均属潮州之海阳县。
民国3年（1914年），因与山东省海阳县同名，海阳县遂改为潮安县，湘桥地域属之。
民国19年（1930年）10月，实行分区自治，潮安县分8区，湘桥地域属第一区（中山区）。民国29年（1940年）潮安实行新县制，把原8个区合并为5个区，湘桥地域直属潮安县政府管辖。民国35年（1946年）1月，潮安县裁区缩编，设20个乡、镇。湘桥地域为在城镇（包括长仁镇、里和镇、艮德镇、东关镇）之全部及南厢乡、西厢乡之部分。
民国38年（1949年），潮安置8个区，湘桥地域为附城区的全部以及仁和区、荣意区的部分。
中华人民共和国成立之初，潮安县行政区划及名称仍沿袭旧制。1950年，潮安原8个区按顺序改为第一、二、三、四、五、六、七、八（区），湘桥属地为第一区。同年7月改为城关镇，置桥东、西关、南关、北关、第一、第二、第三、第四、第五、第六10个办事处。
1953年1月，城关镇、意溪镇以及城关镇郊的厦寺乡和宫后村从潮安县划出，设立潮安市；同年7月，改称潮州市，为省辖市。下辖第一街道、第二街道、第三街道、第四街道、第五街道、第六街道、第七街道。
1956年1月，第六街道（意溪）撤销街道建制，划归潮安县管辖；潮安县的沙洲乡、吉街乡划归潮州市管辖。
1958年11月，撤销潮州市建制，原所辖行政区改设城关镇人民公社，下辖湘桥、西湖、金山、太平、南春5个管理区。
1959年7月，城关镇人民公社改为潮州镇（县级，隶属潮安县）。1960年9月，潮州镇5个管理区改称分社。
1980年，从潮安县析出潮州市，恢复潮州市建制，隶属汕头地区。辖区为原潮州镇，潮安县的镇郊公社以及意溪公社的下津大队，磷溪公社的卧石、社光、六亩、黄金塘4个大队。下辖第一街道、第二街道、第三街道、第四街道、第五街道、城东公社（1981年12月改称桥东公社）、城西公社。
1983年7月，潮安县并入潮州市。
1987年1月，城西区改为城西街道。1989年1月，潮州市归省直接领导，并享受市（地）一级经济管理权限。1990年1月，潮州市定为副地级市。
1991年12月，潮州市升格扩大区域（地级市，划入饶平县），原潮州市的区划为新设置的湘桥区和新恢复的潮安县。
湘桥区于1992年4月23日正式挂牌办公。1992年5月，从潮安县的枫溪镇划出陈桥、凤山、花园、大新乡等13个村和古巷镇东埔村，设立凤新街道。1995年12月，凤新街道的池湖、蔡陇2个村划归枫溪区管辖。
2013年6月28日，经中华人民共和国国务院批准，原潮安县的磷溪镇、官塘镇、铁铺镇划归潮州市湘桥区管辖。调整后，湘桥区辖湘桥、西湖、金山、太平、南春、西新、桥东、城西、凤新9个街道和意溪镇、磷溪镇、官塘镇、铁铺镇4个镇，共52个社区居委会和120个行政村。
2017年1月1日，湘桥区铁铺镇人财物整体委托凤泉湖高新区党工委、凤泉湖高新区管理委员会管理。调整后，湘桥区辖湘桥、西湖、金山、太平、南春、西新、桥东、城西、凤新9个街道和意溪镇、磷溪镇、官塘镇3个镇，共51个社区居委会和97个行政村。
从2020年1月1日起，铁铺镇回归湘桥区管理，湘桥区人民政府原委托凤泉湖高新区管委会行使的区级经济和社会管理权限全部回收。凤泉湖高新区管委会不再管理铁铺镇经济和社会管理等事项。同时，潮州新区实行区园融合，委托湘桥区管理。
2021年5月22日，湘桥区进行街道撤并，撤销原湘桥街道、西湖街道、金山街道、太平街道，合并设立太平街道；撤销原南春街道、西新街道，合并设立西新街道。调整后，湘桥区辖太平、西新、桥东、城西、凤新5个街道和意溪镇、磷溪镇、官塘镇、铁铺镇4个镇，共52个社区居委会和120个行政村。

## 行政区划
湘桥区下辖5个街道办事处、4个镇：

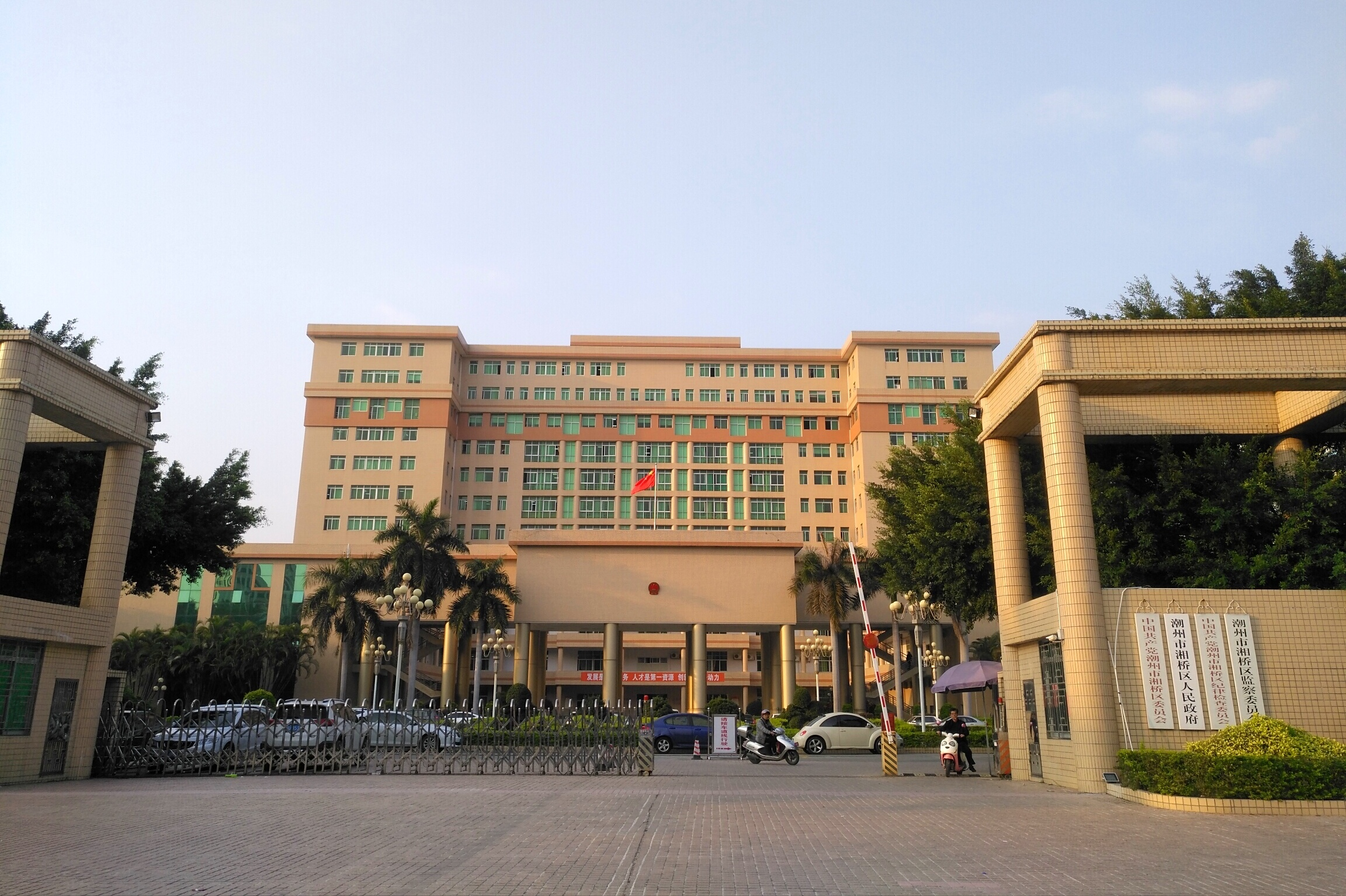
潮州市湘桥区人民政府

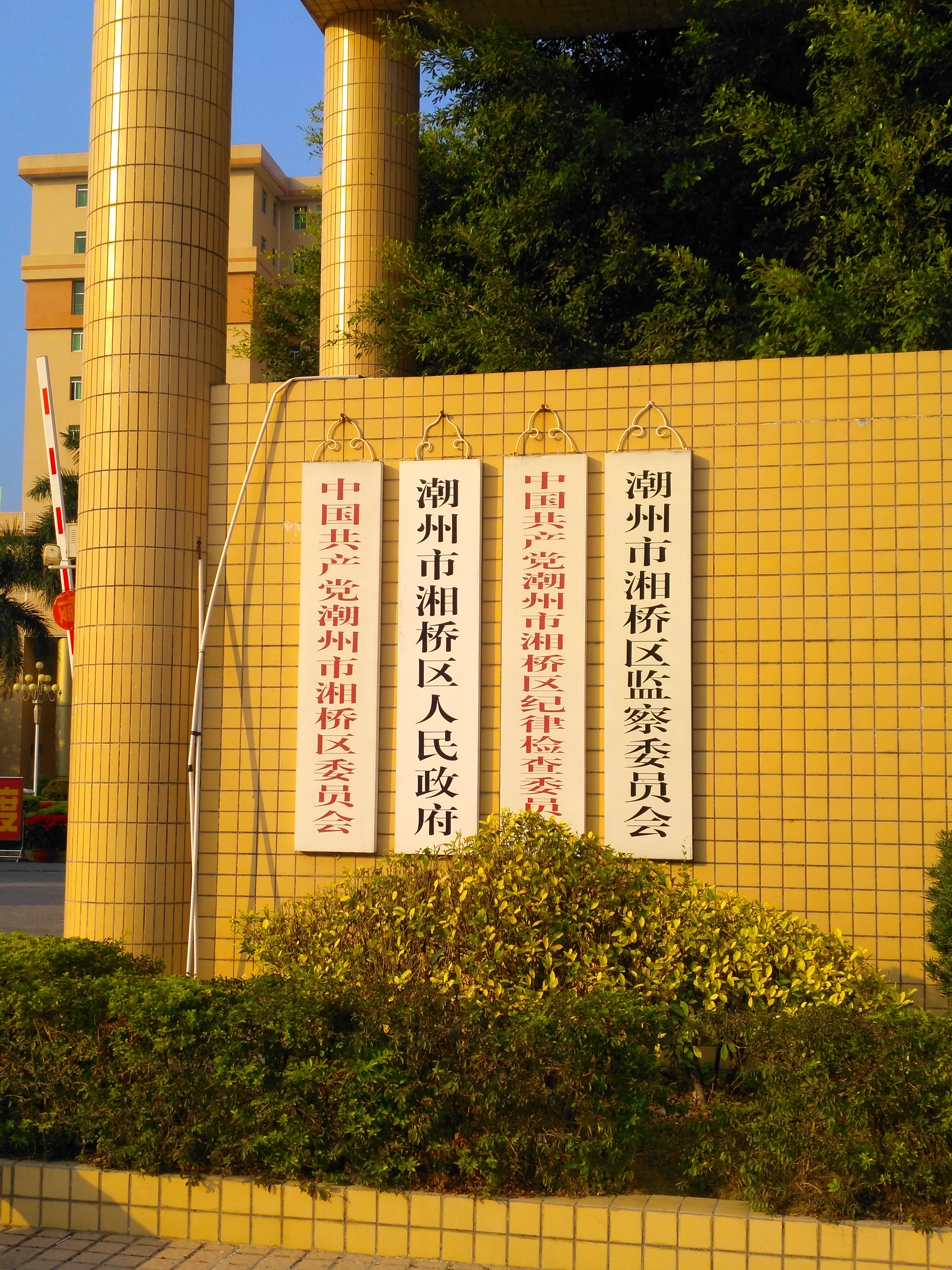
潮州市湘桥区人民政府牌匾

太平街道、西新街道、桥东街道、城西街道、凤新街道、意溪镇、磷溪镇、官塘镇、铁铺镇。

## 人口
2000年，据第五次全国人口普查数据，湘桥区总人口363582人，其中：湘桥街道15723人、西湖街道16961人、金山街道16055人、太平街道17065人、南春街道32177人、西新街道34690人、桥东街道35557人、城西街道91679人、凤新街道57744人、意溪镇45931人。
2013年，湘桥区人口为50万人。
根據第七次全国人口普查數據，截至2020年11月1日零時，湘橋區常住人口為575795人。

## 交通

### 公路
- 沈海高速、 甬莞高速、 潮汕环线高速、 539国道

### 铁路
- 粤东城际铁路：潮州东站、湘桥站、半岛广场站、韩江新城站（在建）

## 旅游
湘桥区的旅游景点有广济桥、广济门城楼、滨江长廊、凤凰洲公园、人民广场、古大土庵、别峰古寺、松林古寺、泰佛殿、涵碧楼、葫芦山摩崖石刻、凤凰塔、已略黄公祠、开元镇国禅寺、许驸马府、李厝祠、红山森林公园、饶宗颐学术馆、北阁佛灯等。

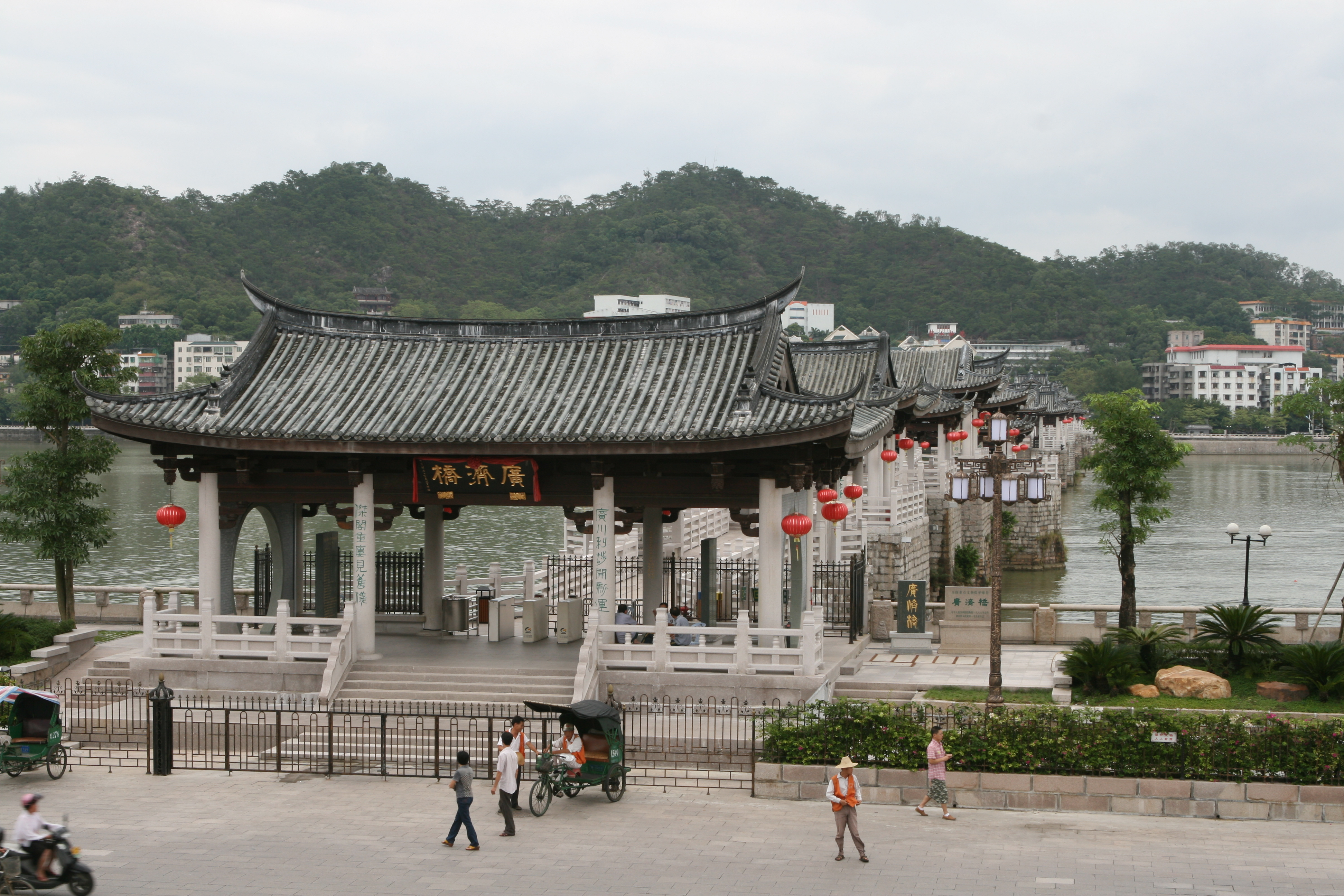
广济桥
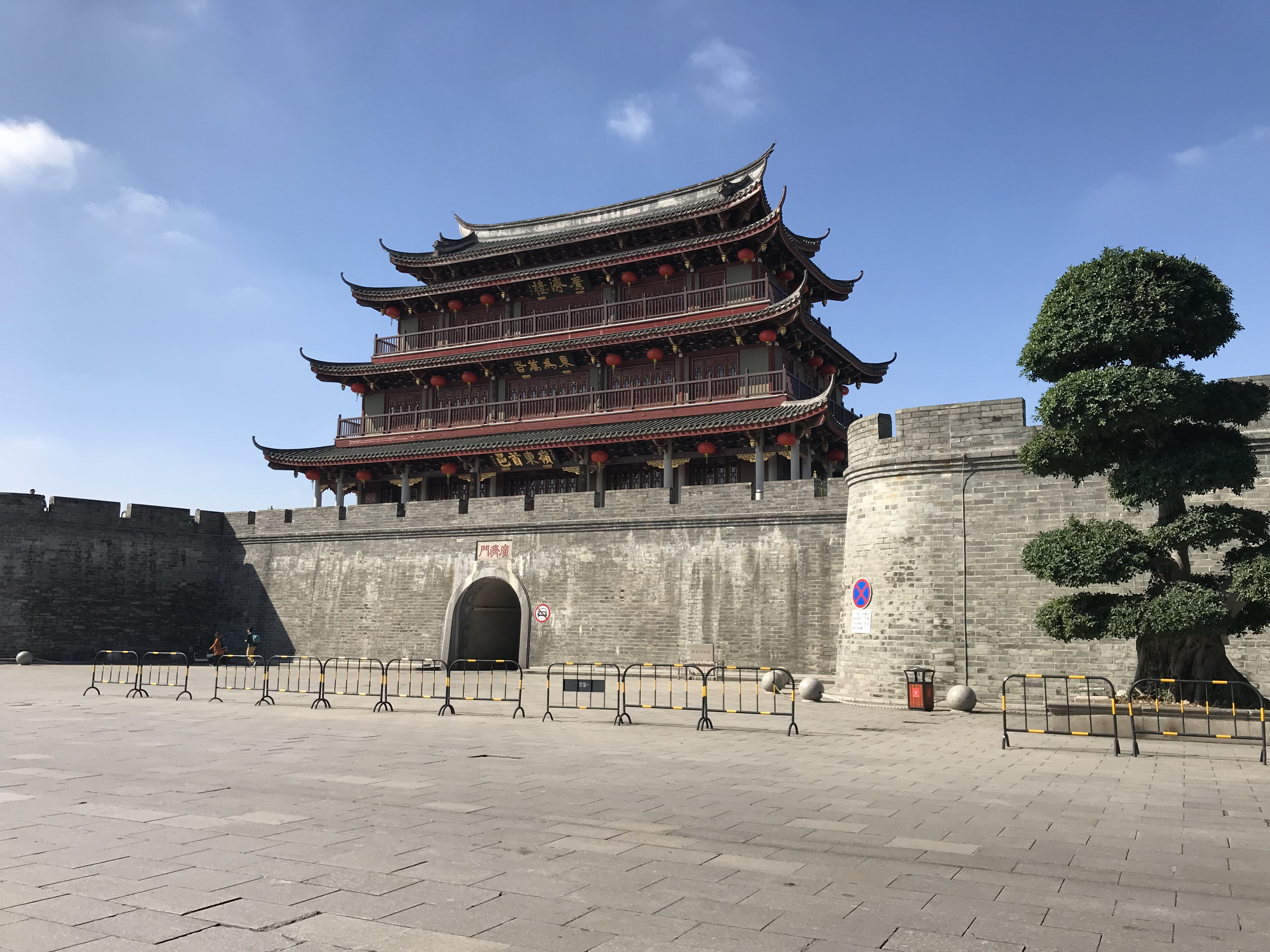
广济楼
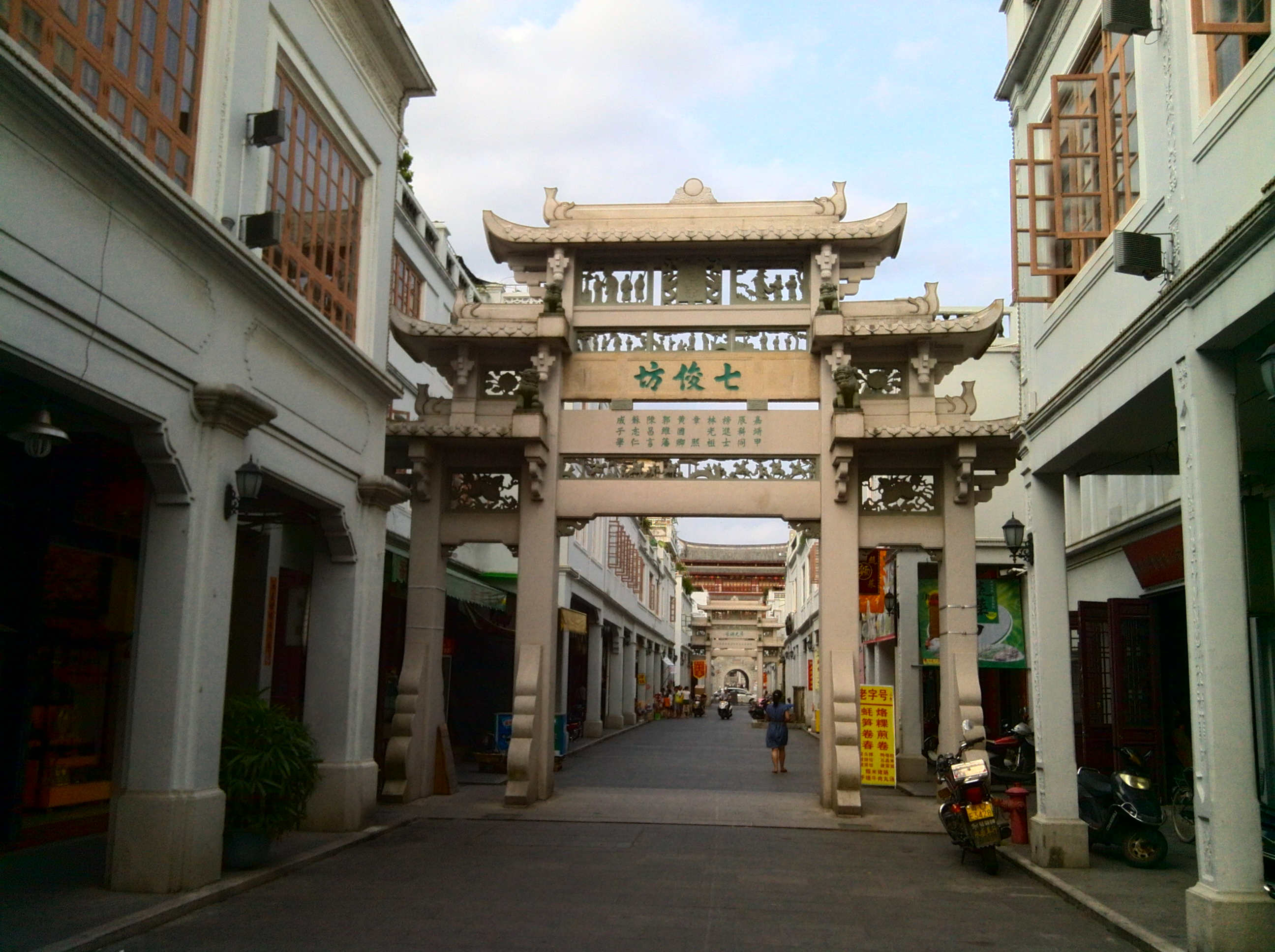
牌坊街
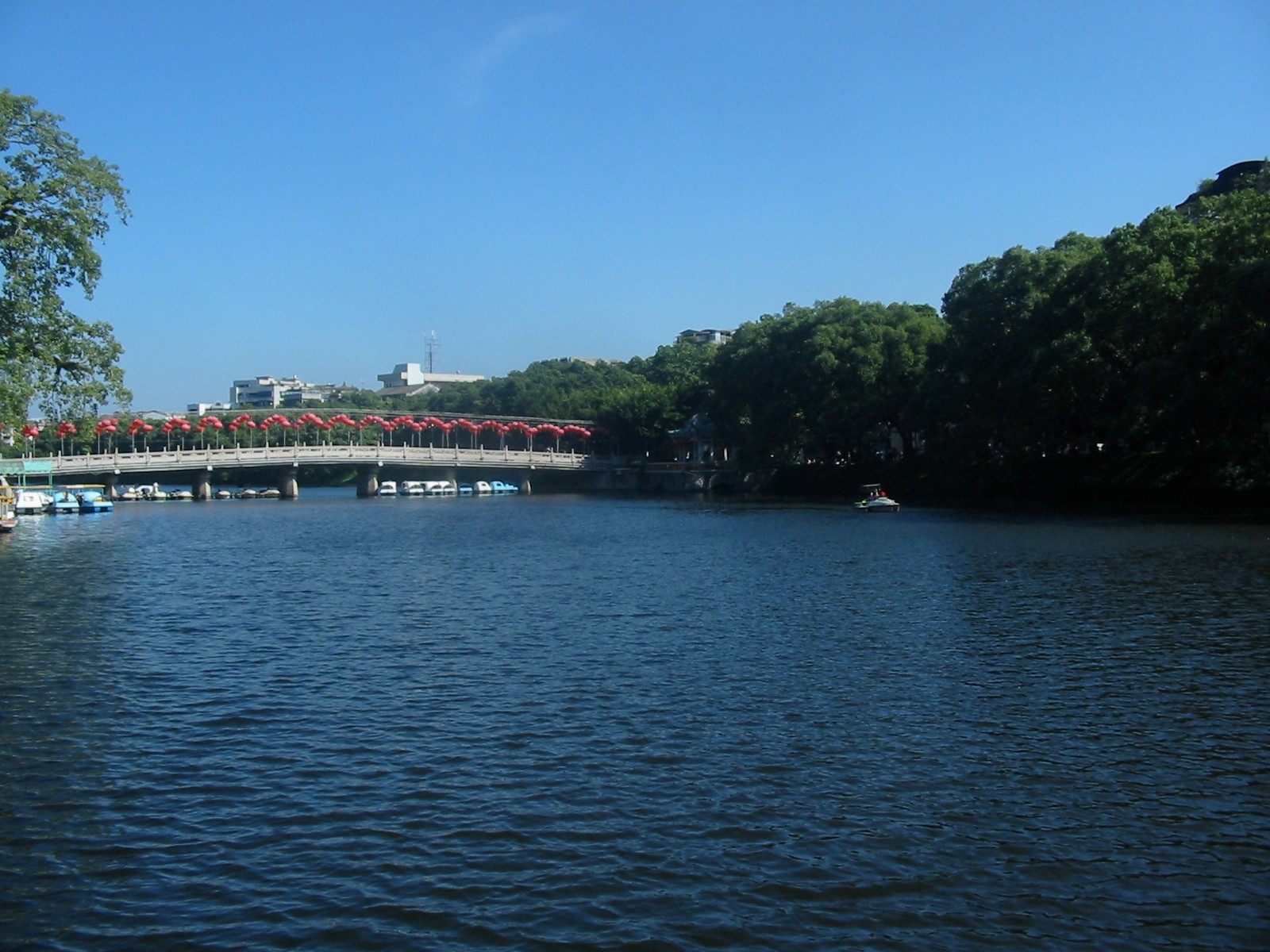
西湖公园
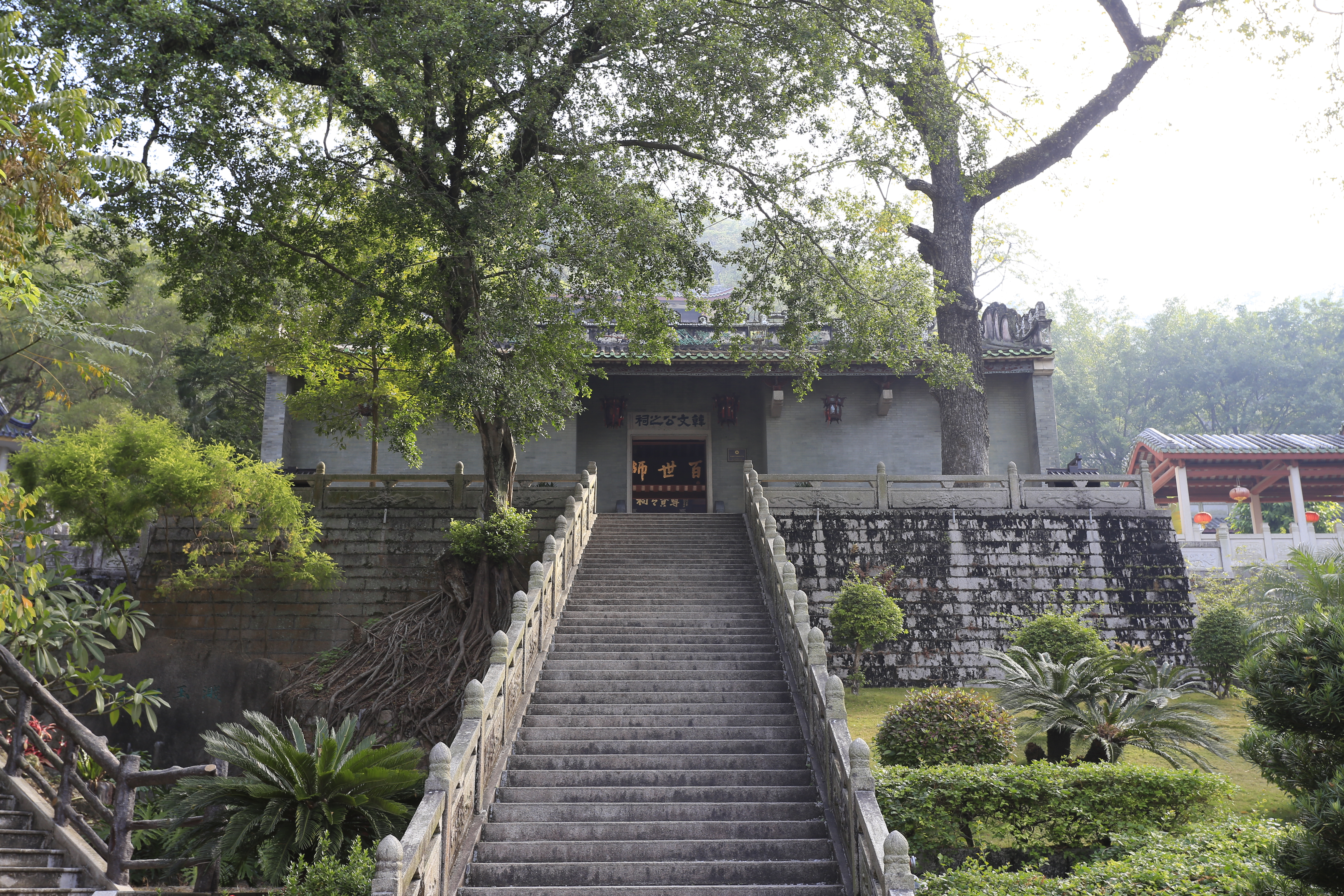
韩文公祠
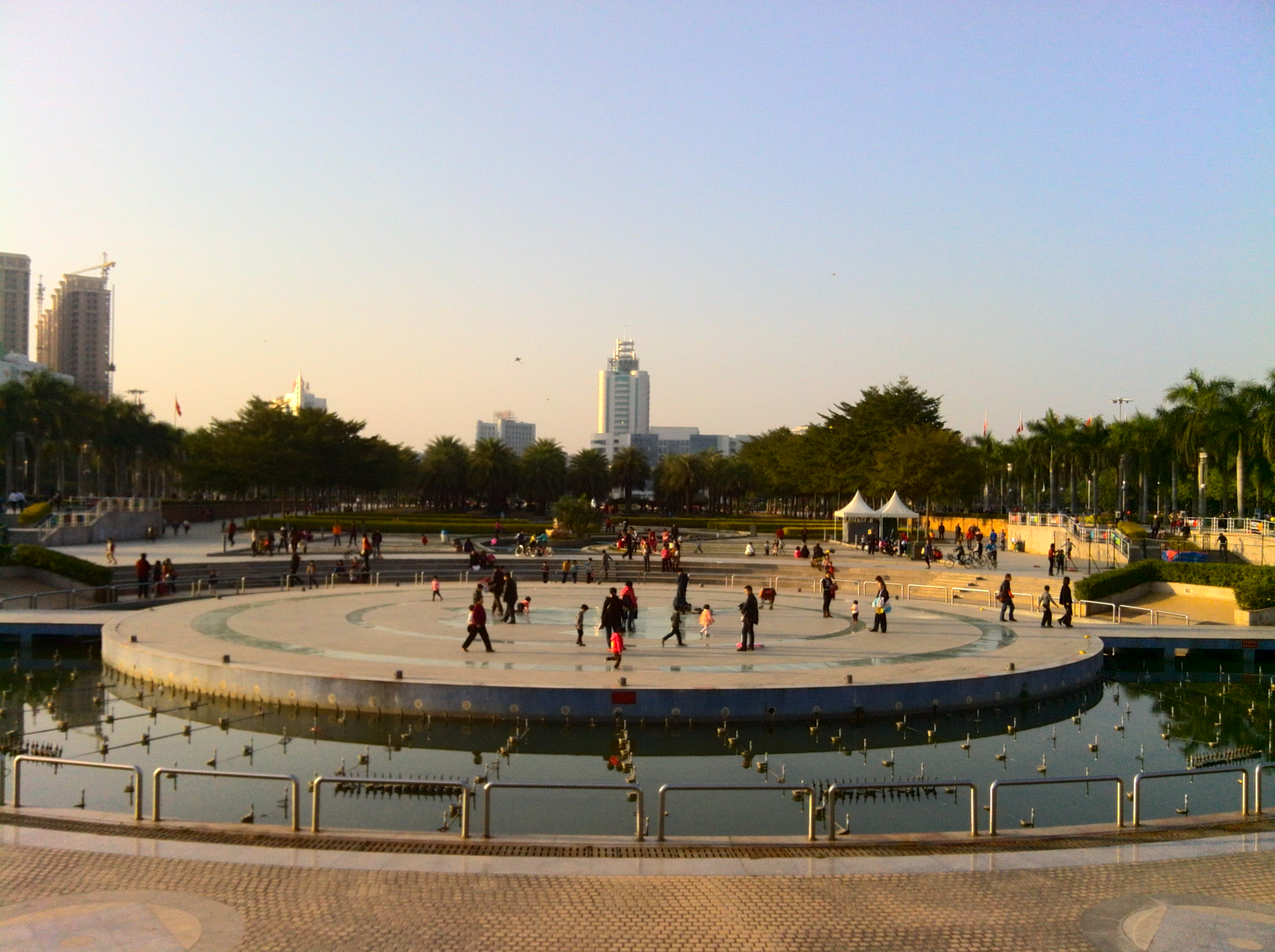
潮州人民广场